# ベルナルド・セッキ
ベルナルド・セッキ(Bernardo Secchi、1934年6月2日 - 2014年9月15日)は、イタリアを代表する都市計画家。ヴェネツィア建築大学で長年教鞭をとっている人物。事務所はミラノにかまえている。
1996年に世界遺産に登録されたシエナ市の旧市街チェントロストリコと農村および近代的市街地とを抱合するインタラクティブな都市計画を、V.カルツォラーリ、A.カンチェッラ、G.V.ガリアーナ、T.G.ロンゴ、G.スタンカネッリなどと1989年から作成する。シエナの他にイエジ、ベルガモの各市で修復型都市計画を作成する。アントワープ北駅周辺都市開発や2008年グラン・パリ計画プロジェクトには、パオラ・ヴィガノと参加。